# Tadeusz Moszyński (poseł)
Tadeusz Moszyński (ur. 30 czerwca 1948 w Gdańsku, zm. 24 września 2006) – polski polityk, geograf, poseł na Sejm II kadencji.

## Życiorys
Ukończył w 1980 studia na Wydziale Matematyczno-Przyrodniczym Wyższej Szkoły Pedagogicznej w Kielcach. Pracował na tej uczelni, zaangażował się także w działalność „Solidarności”, stając na czele komisji zakładowej związku w WSP. Z powodów politycznych został zwolniony z pracy, założył wówczas prywatny warsztat naprawy sprzętu domowego.
W 1990 współtworzył Ruch Obywatelski Akcję Demokratyczną, nie przystąpił jednak do powstałej na bazie m.in. ROAD Unii Demokratycznej. W latach 1993–1997 sprawował mandat posła II kadencji, wybranego w okręgu kieleckim z listy Unii Pracy (kierował regionalnymi strukturami tego ugrupowania). Zasiadał w Komisji Transportu, Łączności, Handlu i Usług oraz w Komisji Stosunków Gospodarczych z Zagranicą. W kolejnych wyborach parlamentarnych nie uzyskał mandatu, odszedł później z UP wraz z Ryszardem Bugajem. Po zakończeniu pracy w Sejmie był zatrudniony m.in. w administracji samorządowej.
Pochowany na cmentarzu komunalnym w Cedzynie.